# Atletisme als Jocs Olímpics d'Estiu de 1908 - llançament de disc masculí

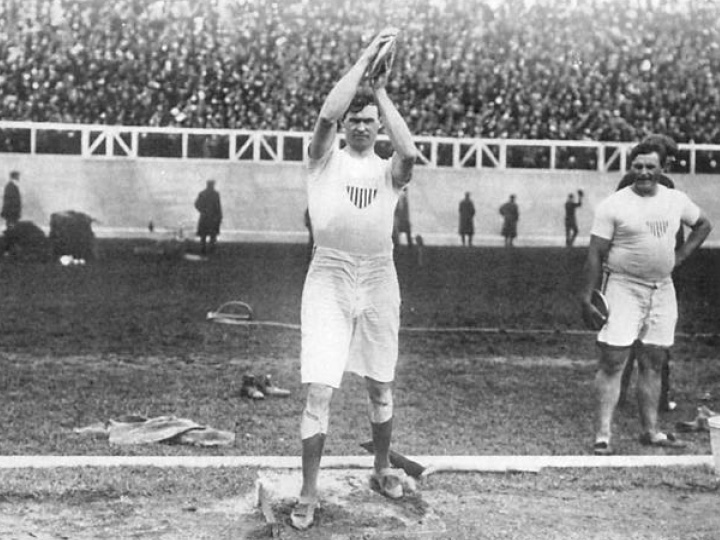
Martin Sheridan, vencedor d'aquesta competició

Els llançament de disc masculí va ser una de les sis proves de llançaments que es disputaren durant els Jocs Olímpics de Londres de 1908. La prova es va disputar el 16 de juliol de 1908 amb la participació de 42 atletes procedents de set nacions diferents.

## Medallistes
| Or                    | Plata                | Bronze             |
| Martin Sheridan (USA) | Merritt Giffin (USA) | Marquis Horr (USA) |

## Rècords
Aquests eren els rècords del món i olímpic que hi havia abans de la celebració dels Jocs Olímpics de 1908.
| Rècord del Món | 43,86 m (*) | Wilhelm Dörr    | Worms (GER)  | 1907 |
| Rècord Olímpic | 41,46 m     | Martin Sheridan | Atenes (GRE) | 1906 |

(*) No oficial

## Resultats
| Posició | Nom                 | País         | Distància    |
| ------- | ------------------- | ------------ | ------------ |
| 1       | Martin Sheridan     | Estats Units | 40.89 metres |
| 2       | Merritt Giffin      | Estats Units | 40.70 metres |
| 3       | Bill Horr           | Estats Units | 39.45 metres |
| 4       | Verner Järvinen     | Finlàndia    | 39.43 metres |
| 5       | Arthur Dearborn     | Estats Units | 38.52 metres |
| 6       | Lee Talbott         | Estats Units | 38.40 metres |
| 7       | György Luntzer      | Hongria      | 38.34 metres |
| 8       | André Tison         | França       | 38.30 metres |
| 9       | John Flanagan       | Estats Units | 37.80 metres |
| 10      | Wilbur Burroughs    | Estats Units | 37.43 metres |
| 11      | Emil Welz           | Alemanya     | 37.02 metres |
| 12-42   | Mór Kóczán          | Hongria      | 32.76 metres |
| 12-42   | Ferenc Jesina       | Hongria      | 30.82 metres |
| 12-42   | Platt Adams         | Estats Units | Desconegut   |
| 12-42   | Umberto Avattaneo   | Itàlia       | Desconegut   |
| 12-42   | Edward Barrett      | Regne Unit   | Desconegut   |
| 12-42   | Michael Collins     | Regne Unit   | Desconegut   |
| 12-42   | Michalis Dorizas    | Grècia       | Desconegut   |
| 12-42   | John Falchenberg    | Noruega      | Desconegut   |
| 12-42   | Alfred Flaxman      | Regne Unit   | Desconegut   |
| 12-42   | Folke Fleetwood     | Suècia       | Desconegut   |
| 12-42   | John Garrels        | Estats Units | Desconegut   |
| 12-42   | Nikolaos Georgantas | Grècia       | Desconegut   |
| 12-42   | Simon Gillis        | Estats Units | Desconegut   |
| 12-42   | Walter Henderson    | Regne Unit   | Desconegut   |
| 12-42   | Imre Mudin          | Hongria      | Desconegut   |
| 12-42   | Charles Lagarde     | França       | Desconegut   |
| 12-42   | Henry Leeke         | Regne Unit   | Desconegut   |
| 12-42   | Eric Lemming        | Suècia       | Desconegut   |
| 12-42   | Ernest May          | Regne Unit   | Desconegut   |
| 12-42   | John Murray         | Regne Unit   | Desconegut   |
| 12-42   | Theodor Neijström   | Suècia       | Desconegut   |
| 12-42   | Elmer Niklander     | Finlàndia    | Desconegut   |
| 12-42   | Otto Nilsson        | Suècia       | Desconegut   |
| 12-42   | Lauri Pihkala       | Finlàndia    | Desconegut   |
| 12-42   | Aarne Salovaara     | Finlàndia    | Desconegut   |
| 12-42   | Jalmari Sauli       | Finlàndia    | Desconegut   |
| 12-42   | František Souček    | Bohèmia      | Desconegut   |
| 12-42   | Miroslav Šustera    | Bohèmia      | Desconegut   |
| 12-42   | Ludwig Uettwiller   | Alemanya     | Desconegut   |
| 12-42   | Hugo Wieslander     | Suècia       | Desconegut   |
| 12-42   | Lauri Wilskman      | Finlàndia    | Desconegut   |